# لونكوتشي
لونكوتشي هي بلدية في مدينة كاوتين في إقليم أروكانيا، جنوب تشيلي. تقع على بعد 80 كم جنوب بلدية تيموكو، بالقرب من الحدود مع إقليم لوس ريوس ومدينة لانكو.

تتميز هذه المدينة بإمكاناتها الإنتاجية الزراعية مثل (إنتاج الفاكهة الصغيرة) والثروة الحيوانية (الأغنام والماشية)، وكذلك بحرفيتها المعترف بها دوليًا. يوجد أيضًا متحف حيث يمكن معرفة معلومات حول تاريخ المدينة .